# 七ツ屋町
七ツ屋町（ななつやまち）は、石川県金沢市の町名。現行行政地名。

## 地理
南北に細長い形をしている。

### 河川
- 浅野川

## 世帯数と人口
2022年（令和4年）9月1日現在の世帯数と人口は以下の通りである。
| 町丁     | 世帯数  | 人口  |
| -------- | ------- | ----- |
| 七ツ屋町 | 205世帯 | 363人 |

## 小・中学校の学区
市立小・中学校に通う場合、学区は以下の通りとなる。
| 番地 | 小学校               | 中学校               |
| ---- | -------------------- | -------------------- |
| 全域 | 金沢市立諸江町小学校 | 金沢市立浅野川中学校 |

## 交通

### 鉄道
- 北陸鉄道浅野川線 七ツ屋駅は北安江にある。

### バス
町内にバス路線はない。

### 道路
- 石川県道200号向粟崎安江町線